# 齊通郡
齐通郡，中国南北朝时设置的郡。
南朝梁普通年间，改齐通左郡置齐通郡，属益州。治所在齐通县（今四川省眉山市）。太清二年（548年）齐通郡属青州。承圣二年（553年）被西魏占领，西魏废帝三年（554年）属眉州。北周辖境相当今四川省眉山市、雅安市、丹棱县，下辖齐通县、洪雅县。隋文帝开皇三年（583年）废齐通郡，齐通县、洪雅县属眉州。